# Taenaris lacrimans
Taenaris lacrimans är en fjärilsart som beskrevs av Hans Fruhstorfer 1911. Taenaris lacrimans ingår i släktet Taenaris och familjen praktfjärilar. Inga underarter finns listade i Catalogue of Life.